# Veblenův efekt
Veblenův efekt je případ tržního chování, kdy je spotřebitel ochoten platit vyšší ceny za funkčně ekvivalentní zboží či službu. Tato ochota vychází ze snahy poukázat na své bohatství a tím získat lepší postavení ve společnosti.

## Původ

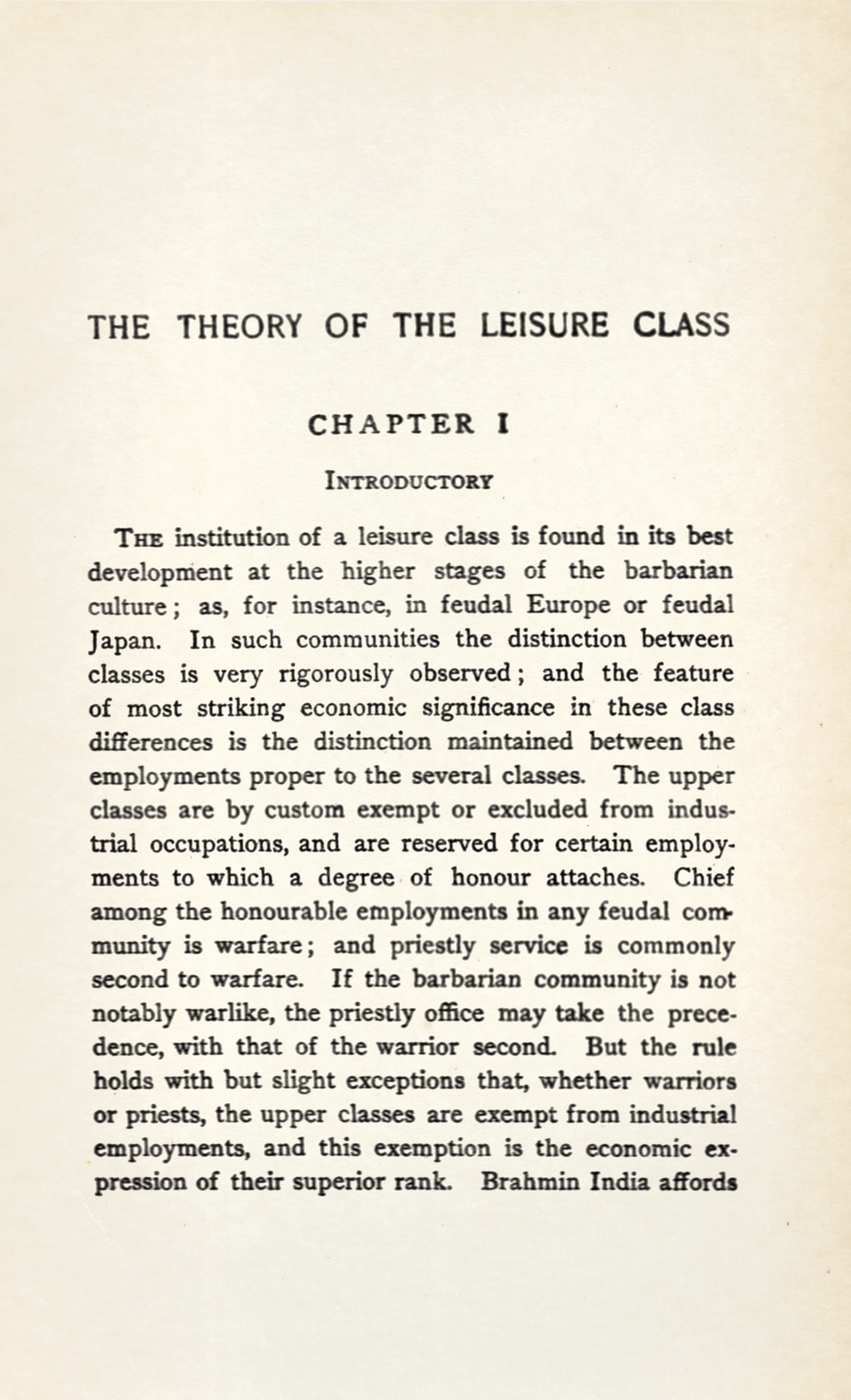
Veblen - Theory of the leisure class, 1924 - 5854536

Poprvé se tímto problémem zabýval americký ekonom a sociolog Thorstein Veblen ve svém díle Teorie zahálčivé třídy (1899, The Theory of the Leisure Class), proto také nese jeho jméno. Veblen označuje zahálčivou třídu jako vyšší třídu lidí, kteří neproduktivně plýtvají svým časem, neboť to podle nich je známka bohatství a vznešenosti. Příčinu vzniku této zahálčivé třídy vidí Veblen v utváření soukromého vlastnictví. Dosažení určitého stupně bohatství a následné vystavování svého majetku na obdiv ostatním je předpokladem pro zařazení se do vyšší třídy ve společnosti, získání dobrého jména a mínění ostatních a s tím i úctu k sobě samému. Nabývání majetku se tedy stalo důležitějším než schopnosti pracovat. V dnešní době je zahálka spíše chápána jako okázalá spotřeba, tedy konzumace komodit a služeb za účelem předvádění svého bohatství a majetku. Postupem času se ve společnosti zakořenil názor, že dražší zboží s sebou přináší nutně i jeho vyšší kvalitu, a tak se stalo terčem zahálčivé třídy (dnes však už i příslušníků nižší třídy, kteří se snaží zastínit svou chudobu) a často ho nakupují, aniž by si racionálně obhájili, zda toto zboží či služba je doopravdy kvalitnější než jeho levnější substitut. Konzumují pak i statky produkované společnostmi, jež mají dobré jméno a postavení mezi svými konkurenty. Lidé si za účelem demonstrace svého bohatství tedy pořizují zboží s trendy obchodní značkou, ačkoli mají možnost si vybrat stejně kvalitní zboží za cenu nižší.

## Motivy
Thorstein Veblen ve své práci Teorie zahálčivé třídy rozlišuje dva motivy pro okázalou spotřebu luxusního zboží. První je spojen s příslušníkem vyšší společenské třídy, který se tímto chováním snaží dostatečně odlišit od příslušníků nižší společenské třídy. Druhý motiv, finanční napodobování, náleží příslušníkovi nižší společenské třídy, kdy chce docílit toho, aby byl společností přijímán jako člen vyšší třídy, ačkoli na základě sociálního postavení (např. dosaženým vzděláním, příjmem, vlastnictvím, sociálním a s tím spojeným finančním oceněním vykonávané profese) což má negativní dopad na příslušníky vyšší třídy, jež si toto postavení zasluhují svým bohatstvím. Členové vyšší třídy jsou pak ochotni platit tak vysoké ceny za luxusní zboží, aby tuto imitaci zamezili.

## Veblenův statek
V ekonomii se jako Veblenův statek označuje zboží či služby, které jsou funkčně zastupitelné levnějším substitutem, avšak přináší konzumentovi vyšší sociální užitek (postavení ve společnosti). Jedná se tedy o statky, kde s rostoucí cenou roste i poptávané množství, což je v rozporu s klasickým zákonem klesající poptávky. Naopak v případě, kdy cena Veblenova statku klesá, se zároveň snižuje i výjimečnost tohoto zboží a tím pádem i poptávka. Nejčastěji jsou Veblenovy statky spojeny s luxusním zbožím, příkladem mohou být luxusní automobily, šperky, elektronika či některé druhy jídla. V posledních letech se firmy jako Harley-Davidson často v reklamě zaměřují na důraz spojitosti jejich luxusního zboží a postavení ve společnosti.

## Související efekty
Veblenův efekt není jedinou popsanou odchylkou v teorii zabývající se zákonem poptávky, u níž velikost poptávky závisí na jiném faktoru než na kvalitách přímo spojených s danou komoditou.
- Bandwagon efekt: týká se míry zvyšování poptávky po dané komoditě v důsledku toho, že daná komodita je konzumována i ostatními; představuje touhu lidí kupovat zboží za účelem být ve středu dění, přizpůsobení se lidem, s nimiž chtějí být v kontaktu, být módní a trendy či aby byli akceptování jako součást určité sociální skupiny[5].

- Efekt snobské spotřeby: týká se míry snižování poptávky po dané komoditě v důsledku toho, že daná komodita je konzumována ostatními (nebo že ostatní zvyšují konzumaci dané komodity); představuje touhu lidí být exkluzivní, odlišný, distancovat se od "běžné populace"[5].
- Spekulativní poptávka: vliv na poptávkovou křivku v důsledku faktu, že lidé mívají tendence nakupovat zboží do zásoby kvůli očekávání zvyšování cen[5].
- Iracionální poptávka: jedná se o široký pojem týkající se toho, že konzumace určité komodity není plánována či promyšlena, ale vychází z náhlé potřeby, rozmaru apod. a neslouží k racionálnímu účelu, nýbrž k uspokojení nenadálých rozmarům a touhám[5].

Rozdíl mezi snobským efektem a Veblenovým efektem spočívá v tom, že snobský efekt je funkcí konzumace ostatních a Veblenův efekt je funkcí ceny komodity. V reálné situaci není obvyklé, že by se na určitém trhu vyskytoval čistě jen jeden efekt nebo dokonce žádný efekt. Jedná se vždy o mix různých efektů dohromady (i jiných než výše zmíněných efektů) a rozhodující pro analýzu poptávkové křivky je převládající vliv jednoho z efektů. Je-li nejvíce signifikantní Bandwagon efekt, poptávková křivka je více elastická než v případě, kdyby se žádný vnější efekt nevyskytoval. Převažuje-li efekt snobské spotřeby, poptávková křivka bude naopak méně elastická. V případě dominance Veblenova efektu, poptávková křivka bude též méně elastická a může se stát, že nějaké její části budou dokonce rostoucí. Bez přítomnosti Veblenova efektu je poptávková křivka vždy klesající, bez ohledu na významnost efektu snobské spotřeby na trhu.
Efekt, u něhož rostoucí cena implikuje rostoucí poptávku, souvisí s Giffenovým statkem. Setkáváme se s ním u chudší části populace, kdy zdražení určité běžné komodity (např. chléb) znemožní kupovat si dražší alternativu (např. maso) a v důsledku toho jsou nuceni nakoupit více té běžné komodity jako náhradu za tu dražší alternativu, na kterou cenově již nedosáhnou.

## Velikost slevy
Veblenův efekt souvisí také s relativní velikostí slevy. Relativní velikost slevy by měla být pouze tak velká, aby ji zákazník nevnímal jako podezřelou. Důvod a velikost slevy by měly být zákazníkovi věrohodně a srozumitelně vysvětleny. Prodejce může dokonce poškodit celkový dojem z luxusního zboží, bude-li ho prodávat příliš lacině.